# Polžanska Gorca
Polžanska Gorca este o localitate din comuna Šmarje pri Jelšah, Slovenia, cu o populație de 114 locuitori.